# Naissance en 846
Naissance
- 842
- 843
- 844
- 845
- 846
- 847
- 848
- 849
- 850

Cette page dresse une liste de personnalités nées au cours de l'année 846 :
- 10 avril : Wang Chao (en), seigneur de guerre chinois.
- 1er novembre : Louis II le Bègue, roi de France.
- 6 décembre : Hasan al-Askari, onzième Imam pour les Chiites duodécimains et les Alaouites.

- Du Xunhe (en), poète chinois.
- Zhang Chengye (en), eunuque chinois.

## Crédit d'auteurs
- Cet article est partiellement ou en totalité issu de l'article intitulé « 846 » (voir la liste des auteurs).